# بیخه
 بیخه  کلمهٔ «بیخه» در لهجهٔ محلی بمعنای: دره‌ای دره‌ای وسیع را که از کوههای اطراف محاصره شده‌است. این دره وسیع وبا این شکل جفرافیایی در گویش محلی 
هرمزگان  بیخه  می‌نامند. بیخه جات هرمزگان عبارت‌اند از:
- بیخهٔ گوده.
- بیخهٔ فال.
- بیخهٔ فومستان. فومستان از کلمه «فُوم» آمده‌است که به معنی «گندم» مشتق است.
- بیخهٔ احشام.
- بیخهٔ فرامرزان.
- بیخه صداق شیبکوه هرمزگان.
- ناحیه فال وگله دار.
- ناحیه سبعه وفرگ.